# Monastère San Bernardino de Ferrare
Le monastère San Bernardino et son église faisaient partie d'un ensemble architectural sis à Ferrare (Italie), corso della Giovecca,.

## Histoire
L'ensemble constitué d'une église et d'un monastère de religieuses clarisses fut acheté par Lucrèce Borgia en 1509 pour sa nièce Camille, fille du duc de Valentinois, César Borgia, qui demeurait auparavant au monastère du Corpus Domini et qui s'installa dans ce nouveau lieu avec ses vingt compagnes religieuses,. Le 13 juillet 1514, le pape Léon X confirma à Lucrèce Borgia la possession du monastère San Bernardino, sous la règle de sainte Claire d'Assise. Un temps, Lucrèce Borgia voulut mettre à la tête du monastère son amie Laura Boiardo, fille du comte de Scandiano, Giulio Ascanio Boiardo, cousine germaine du poète Matteo Maria Boiardo; elle était déjà à l'époque à la tête du monastère du Corpus Domini. Camille Borgia dirigea le monastère de 1543 à 1573. 

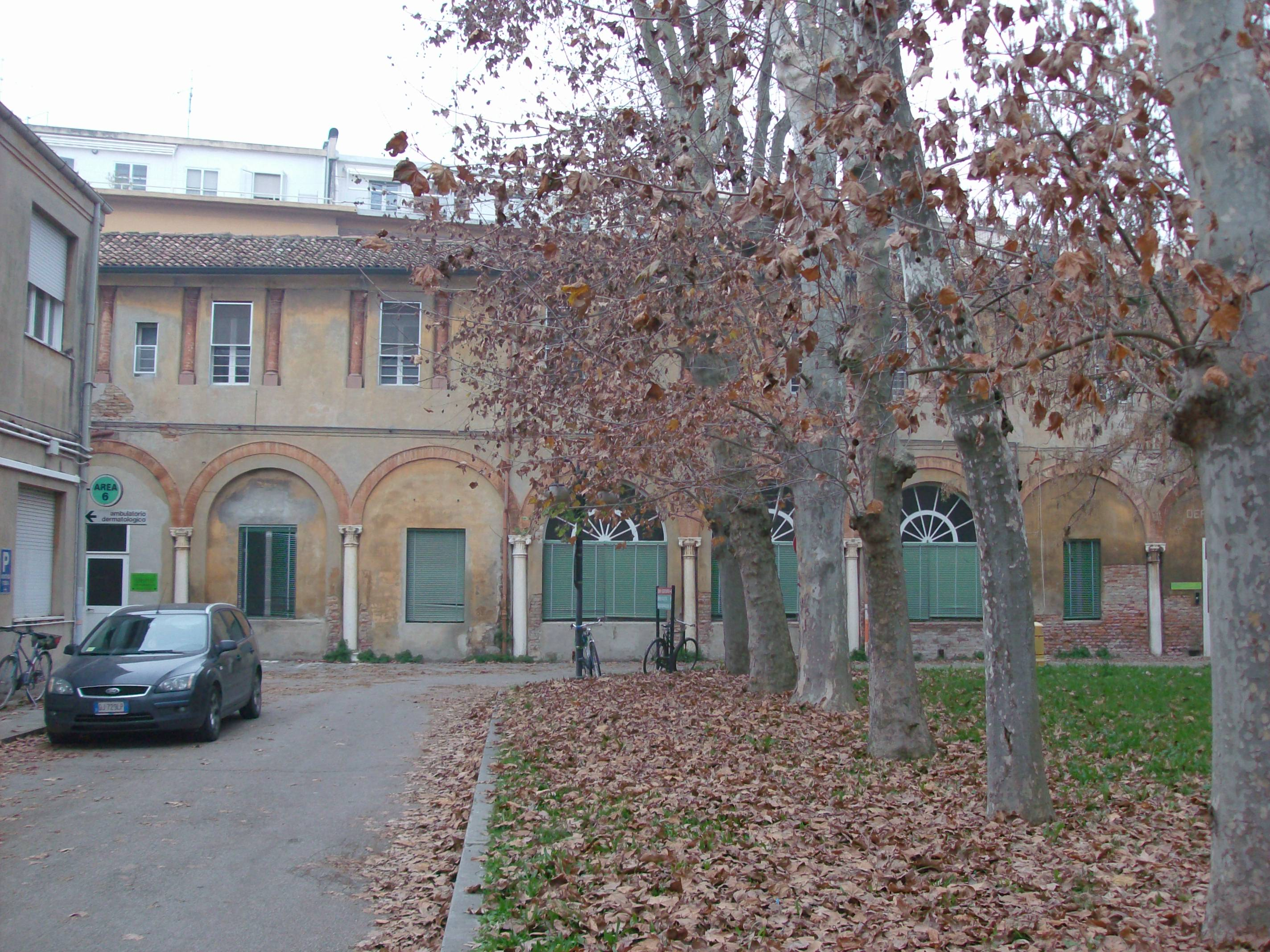
Vestiges du cloître du monastère San Bernardino

Le monastère possédait un nombre impressionnant d'œuvres commandés aux grands maîtres de l'époque, tels que Scarsellino, Dosso Dossi, Garofolo, Bellino, Le Guerchin et Bastarolo. Les clarisses vendirent la plupart de ses œuvres après 1792 ; elles eurent interdiction de recruter, puis elles quittèrent le monastère.
L'église fut démolie en 1825, ainsi qu'une grande partie du monastère.
Il ne reste de la structure originale qu'un cloître dans l'ancienne partie de hospice disparu S. Anna.